# Adèle Blais
Pour les articles homonymes, voir Blais.
Adèle Blais, née le 9 août 1976 à Montréal (Canada), est une artiste peintre-collagiste québécoise. Elle utilise une technique mixte pour la réalisation de ses œuvres, combinant peinture acrylique et collage. Décrit par un critique new-yorkais comme du « neo pop happy », son style artistique grandement influencé par son enfance marie la peinture et les collages texturés, incluant l’ajout de mots et donnant un aspect littéraire à ses œuvres. Les couleurs sont obtenues à l’aide de multiples couches de peinture superposées et les formes sont fortement appuyées par des lignes contour noires qui sont omniprésentes, donnant un résultat ressemblant à un casse-tête assemblé,.

## Biographie

### Enfance
Née à Montréal (Canada), elle arrive à Sherbrooke à l’âge d’un an. Élevée par sa mère monoparentale, elle grandit dans un milieu empreint de liberté où la différence est encouragée et cultivée et qui aura par la suite une grande influence sur son œuvre.

### Carrière artistique
L’artiste autodidacte Adèle Blais pratique son art depuis 2004, d'abord à Montréal, où elle commence sa carrière artistique professionnelle et où elle vivra pendant vingt années pour ensuite revenir vivre à Sherbrooke en 2013. Ses œuvres ont été exposées à Hong Kong, Londres, Stockholm, New York, San Francisco, Miami, La Nouvelle-Orléans, Toronto, Montréal et Sherbrooke,.
Représentant majoritairement des personnages féminins, c’est à la fin de l’année 2017 qu’elle se concentre sur les portraits de femmes avec sa série « Les sublimes ». Cette série est mise en avant en 2018 dans le livre auto-édité Les sublimes. Hommage aux femmes qui ont osé et c’est l’autrice et psychologue sherbrookoise Nathalie Plaat qui assure l’écriture des textes poétiques accompagnant les œuvres,,. Dès lors, l’égalité des genres et les enjeux sur la place des femmes dans l’Histoire sont au cœur de la démarche artistique d’Adèle Blais.
C’est aussi en 2018 qu’elle débute sa série d’œuvres « FORTES » avec, toujours, les femmes et leur histoire comme point central et dont plusieurs sont les vedettes d’un second livre auto-édité du même nom en 2021. L’autrice et historienne de formation d’origine française Sophie Baudeuf signe les textes biographiques accompagnant les œuvres et Blais y signe les textes relatant sa propre histoire ainsi que son processus créatif,.

### Vie personnelle
Elle est la conjointe de Jean-René Bélanger (nl), un ancien patineur de vitesse, champion canadien de sprint qui a aussi fait partie de l’équipe canadienne de longue piste. Sa famille compte également sa grand-mère Claire Rochon Blais (1915-2018), femme d’affaires et première femme francophone à se faire élire au conseil municipal de Sturgeon Falls (Nipissing Ouest) en 1973, son oncle Jean-Jacques Blais, avocat également ancien député et ministre fédéral sous le gouvernement de Pierre Elliott Trudeau, et son grand-oncle Jean Éthier-Blais (1925-1995), écrivain, critique littéraire, diplomate et professeur, considéré comme l’un des grands écrivains de la littérature franco-ontarienne et québécoise.